# Faro de Lalla Fatna
El faro del Lalla Fatna es un faro situado a 10 kilómetros de la laguna de El-Yadida, región de Casablanca-Settat, Marruecos.
Está gestionado por la autoridad portuaria y marítima del Ministère de l'équipement, du transport, de la logistique et de l'eau.